# Kyaw Myo Min
 (février 2025).
Kyaw Myo Min (en birman : ကျော်မျိုးမင်း;myné Birmanie) est un journaliste birman et le fondateur et rédacteur en chef de NP News, un média qui a attiré une attention considérable après le coup d'État militaire de 2021 au Myanmar. Connu pour son implication dans le paysage médiatique polarisé du Myanmar, Kyaw Myo Min est devenu une figure de proue, NP News se positionnant en opposition à la résistance anti-coup d'État dans le pays,.